# Roy Lichtenstein
Roy Lichtenstein (New York, 1923. október 27. – New York, 1997. szeptember 29.) amerikai festő, pop-art művész, aki műveiben a reklámok és képregények stílusát használta fel.

## Életpályája
Középosztálybeli családban született. 1960-tól a Rutgers Egyetemen tanított. Első műve, ahol a jellegzetes vastag kontúrokat és raszterpontokat használta, az 1961-ben készült Look Mickey volt. Képzőművészi sikere hatására hamarosan abbahagyta a tanítást. Leghíresebb műve az 1963-ban készült Whaam!. 1995-ben az Inamori alapítvány Kiotó-díját kapta. 1996-ban 154 nyomatot és két könyvet ajándékozott a washingtoni The National Gallery-nak. Tüdőgyulladásban halt meg egy New York-i egyetemi klinikán. Kétszer házasodott. Felesége, Dorothy és első házasságából származó két fia, David és Mitchell, túlélte őt.

## Művei

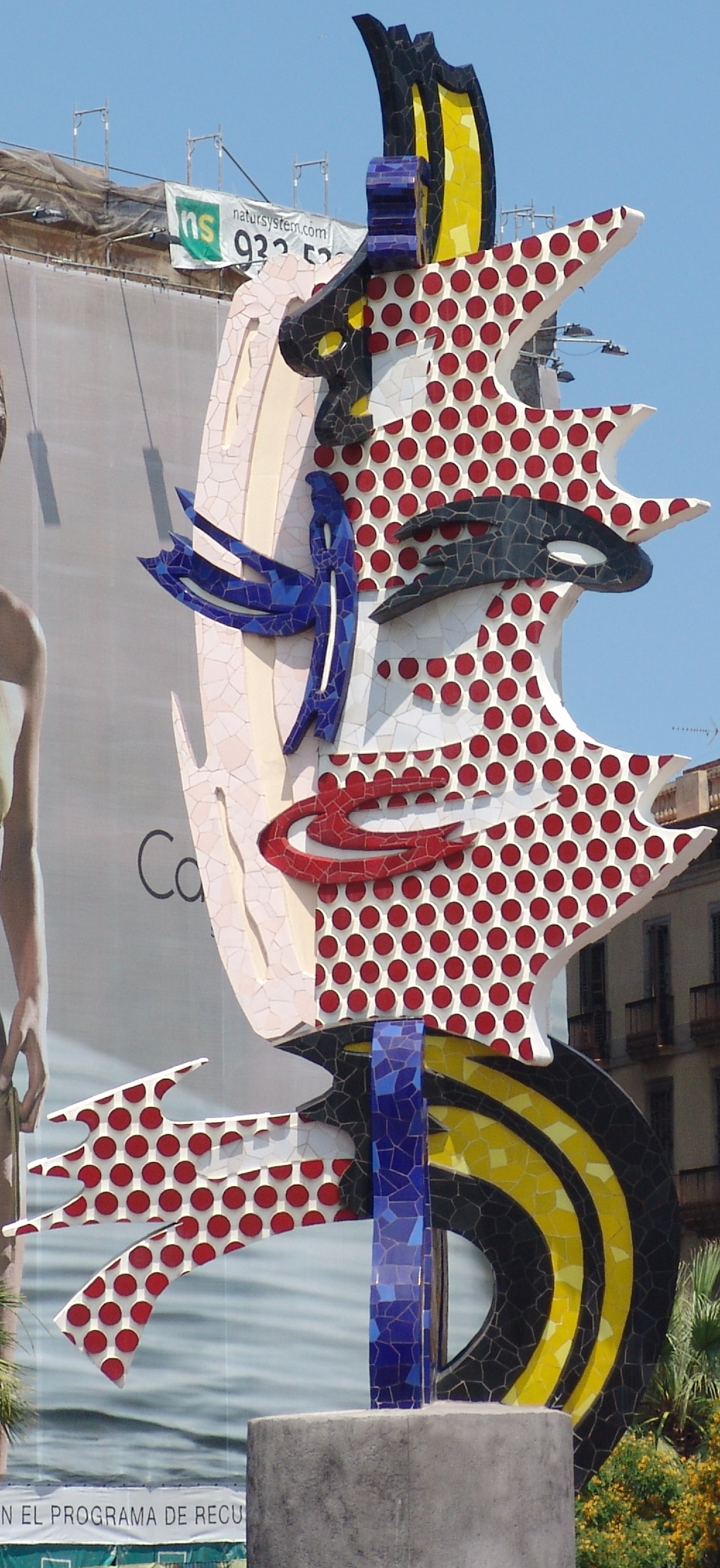
Roy Lichtenstein: A fej (1992) Barcelona

Műveinek száma 4500-re tehető.

### Korai művei
- The Cowboy (1951)
- Indians pursued by American dragoons after Wimar (1952)
- Untitled (1960)

### 1961 és 1965 között
- Look Mickey (1961)
- Rotobroil (1961)
- Girl with Ball (1961)
- Masterpiece (1962)
- The Kiss (1962)
- Takka Takka (1962)
- Golfball (1962)
- Art (1962)
- R-R-R-R-Ring (1962)
- Woman in Bath (1963)
- Whaam! (1963, with original)
- Thinking of him (1963, with original)
- As I opened Fire (1964, with original)
- Oooh ... Alright! (1964)
- Vicky! (1964)
- Grrrrrrrrrrr! (1965)
- Sweet dreams baby! (1965)

### Abstractions
- Blam (1962)
- Femme dans un Fauteuil (1963)
- Woman with flowered hat (1963)
- In the Car (1963)
- Red Paintings (Brushstrokes) (1965)
- POP (1966)
- New Seascape (1966)
- Modern Tapestry Cartoon (1967)
- Modern Sculpture with Apertures (1967)
- Cathedral #5 (1969)
- Modular Painting with four Panels, #2 (1969)
- Peace through chemistry (1970)
- Mirror #1 (1970)
- The Atom (1970)
- Still Life with peeled lemon (1972)
- Still Life with goldfish (and painting of Golf Ball) (1972)
- Trompe L'oeil with leger Head and Paintbrush (1973)
- Cubist Still Life with Playing Cards (1974)
- Self Portrait II (1976)
- Dispair (1979)
- Dr. Waldmann (1979)
- Woman in landscape (1980)
- Yellow Apple and Red Apple (1981)
- Sunrise over Water (1982)
- Paintings: Picasso Head (1984)
- Reclining nude in Brushstoke Landscape (1986)
- Imperfect Painting (1986)
- Coast Village (1987)
- Bauhaus Stairway: The large Version (1989)
- Reflections on Conversation (1990)
- Cezanne Bather Study (1990)
- Water Lilies (1991)
- Interior with mobile paintaing – collage for painting (1992)
- Nude with yellow pillow (1994)
- Seductive Girl (1996)

## Külső hivatkozások
- Roy Lichtenstein Foundation
- The Art Archive
- Side by side comparisons of Lichtenstein's works with the originals drawn by other artist (the originals are on the left)
- Roy Lichtenstein festményei - TerminArtors.com